# 26734 Терріфаррелл
26734 Терріфаррелл (26734 Terryfarrell) — астероїд головного поясу, відкритий 23 квітня 2001 року.
Тіссеранів параметр щодо Юпітера — 3,424.